# The Ungodly - I senza Dio
The Ungodly - I senza Dio (Speak of the Devil) è un film horror-commedia del 1989 diretto da Raphael Nussbaum.

## Trama
Il prete anglicano  Jonah Johnson (Tomas McGowan) con la moglie Isabelle (Jean Carol), dopo aver rischiato l'arresto durante un finto miracolo in un programma televisivo, decidono di trasferirsi altrove. Optano per Los Angeles, dove acquisteranno una casa abbandonata, in cui aleggia la leggenda che una ragazza ci fu uccisa durante una setta, per costruirci la loro chiesa. Andranno incontro a dei fatti misteriosi.

## Produzione
Il film è stato girato a Los Angeles, in California.

## Distribuzione
Il film usci sia col titolo The Ungodly che con il titolo originale Speak of the Devil. Nel 1991 fu distribuito in VHS negli USA dalla Action International Pictures, col titolo Speak of the Devil. In Italia arrivò nel 1993, distribuito dalla Skorpion.